# Цутіда Хісасі
Хісасі Цутіда (яп. 土田 尚史, нар. 1 лютого 1967, Окаяма, Японія) — японський футболіст, що грав на позиції воротаря. По завершенні ігрової кар'єри — тренер. З 2002 року входить до тренерського штабу клубу «Урава Ред Даймондс».
Протягом усієї кар'єри виступав за клуб «Урава Ред Даймондс», а також національну збірну Японії.

## Клубна кар'єра
У дорослому футболі дебютував 1988 року виступами за команду «Міцубісі Моторс» (з 1992 року — «Урава Ред Даймондс»), кольори якої і захищав протягом усієї своєї кар'єри гравця, що тривала тринадцять років.

## Виступи за збірну
1988 року провів один матч у складі національної збірної Японії і був учасником кубка Азії з футболу 1988 року у Катарі.

## Кар'єра тренера
Розпочав тренерську кар'єру невдовзі по завершенні кар'єри гравця, 2002 року, увійшовши до тренерського штабу клубу «Урава Ред Даймондс». Наразі досвід тренерської роботи обмежується цим клубом, в якому Хісасі Цутіда працює і досі.

## Статистика
| Чемпіонат | Чемпіонат            | Чемпіонат   | Ліга | Ліга | Кубок            | Кубок            | Кубок ліги      | Кубок ліги      | Всього | Всього |
| Сезон     | Клуб                 | Ліга        | Ігри | Голи | Ігри             | Голи             | Ігри            | Голи            | Ігри   | Голи   |
| Японія    | Японія               | Японія      | Ліга | Ліга | Кубок Імператора | Кубок Імператора | Кубок Джей-ліги | Кубок Джей-ліги | Всього | Всього |
| --------- | -------------------- | ----------- | ---- | ---- | ---------------- | ---------------- | --------------- | --------------- | ------ | ------ |
| 1989/90   | «Міцубісі Моторс»    | ЯФЛ 2       | 3    | 0    | 0                | 0                | 0               | 0               | 3      | 0      |
| 1990/91   | «Міцубісі Моторс»    | ЯФЛ         | 1    | 0    | 0                | 0                | 0               | 0               | 1      | 0      |
| 1991/92   | «Міцубісі Моторс»    | ЯФЛ         | 12   | 0    | 3                | 0                | 1               | 0               | 16     | 0      |
| 1992      | «Урава Ред Даймондс» | Джей-ліга   | -    | -    | 4                | 0                | 9               | 0               | 13     | 0      |
| 1993      | «Урава Ред Даймондс» | Джей-ліга   | 13   | 0    | 0                | 0                | 0               | 0               | 13     | 0      |
| 1994      | «Урава Ред Даймондс» | Джей-ліга   | 43   | 0    | 3                | 0                | 2               | 0               | 48     | 0      |
| 1995      | «Урава Ред Даймондс» | Джей-ліга   | 47   | 0    | 3                | 0                | -               | -               | 50     | 0      |
| 1996      | «Урава Ред Даймондс» | Джей-ліга   | 0    | 0    | 0                | 0                | 0               | 0               | 0      | 0      |
| 1997      | «Урава Ред Даймондс» | Джей-ліга   | 14   | 0    | 2                | 0                | 2               | 0               | 18     | 0      |
| 1998      | «Урава Ред Даймондс» | Джей-ліга   | 17   | 0    | 0                | 0                | 4               | 0               | 21     | 0      |
| 1999      | «Урава Ред Даймондс» | Джей-ліга   | 0    | 0    | 0                | 0                | 0               | 0               | 0      | 0      |
| 2000      | «Урава Ред Даймондс» | Джей-ліга 2 | 0    | 0    | 0                | 0                | 0               | 0               | 0      | 0      |
| Країна    | Японія               | Японія      | 150  | 0    | 15               | 0                | 18              | 0               | 183    | 0      |
| Всього    | Всього               | Всього      | 150  | 0    | 15               | 0                | 18              | 0               | 183    | 0      |